# Robert Marie Gay
Robert Marie Gay MAfr (* 22. Januar 1927 in Ottawa; † 29. Juni 2016 in Sherbrooke) war Bischof von Kabale.

## Leben
Robert Marie Gay trat der Ordensgemeinschaft der Weißen Väter bei und empfing am 30. Januar 1954 die Priesterweihe. Das Generalkapitel der „Gesellschaft der Missionare von Afrika“ wählte Robert Marie Gay 1980 in Rom in Nachfolge von Jean-Marie Vasseur zum neuen Generaloberen.
Papst Johannes Paul II. ernannte ihn am 11. Januar 1996 Bischof von Kabale. Der Erzbischof von Kampala, Emmanuel Kardinal Wamala, spendete ihm am 9. März desselben Jahres die Bischofsweihe; Mitkonsekratoren waren Barnabas Halem ’Imana, emeritierter Bischof von Kabale, und Paul K. Bakyenga, Bischof von Mbarara.
Am 15. März 2003 nahm Papst Johannes Paul II. seinen altersbedingten Rücktritt an.